# Badminton Association of India
Die Badminton Association of India (BAI) ist die oberste nationale administrative Organisation in der Sportart Badminton in Indien. Der Verband mit Sitz in Lucknow wurde 1934 gegründet.

## Geschichte
Indien gilt mit dem Spiel Poona als ein Ursprungsland des Badmintonsports. Der Verband wurde 1934 als All India Badminton Association von Sarat Mitra gegründet. Ein Jahr nach der Gründung des indischen Verbandes wurde er 1935 zehntes Mitglied in der Badminton World Federation, damals als International Badminton Federation bekannt. Der BAI wurde 1959 ebenfalls Gründungsmitglied im kontinentalen Dachverband Badminton Asia Confederation, damals noch als Asian Badminton Confederation bekannt. Die indischen Meisterschaften werden seit 1934 ausgetragen, wobei sie teilweise für internationale Starter offen waren.

## Bedeutende Veranstaltungen, Turniere und Ligen
- India Open
- Hyderabad Open
- Tata Open India International Challenge
- Syed Modi International
- India International
- Indische Meisterschaft
- Mannschaftsmeisterschaft
- Juniorenmeisterschaft

## Präsidenten
- Sarat Mitra, 1934–?
- Justice Rajadhyaksha, 1950–1955
- Morarji  Desai, 1955–1956
- Dev  Raj Narang, 1956–1957
- Sadashiv Kanoji Patil, 1957–1958
- Gayatri Devi, 1958–1960
- Rajkumari Amrit Kaur, 1960–1961
- Dev Raj Narang, 1961–1963
- Sushil Kumar Ruhia, 1963–1967
- Subhash K. Agarwal, 1968–1971
- Sushil Kumar Ruhia, 1971–1974
- Dev Raj Narang, 1974–1975
- Giani Zail Singh, 1975–1976
- Mohammad Shafi Qureshi, 1976–1981
- V. C. Shukla, 1981–1982
- Vasant Sathe, 1982–1985
- Fazil Ahmad, 1985–2004
- V. K. Verma, 2004–2011
- Akhilesh Das Gupta, 2011–2017
- Himanta Biswa Sarma, seit 2017